# Philobythos atlanticus
Philobythos atlanticus is een lintworm (Platyhelminthes; Cestoda). De worm is tweeslachtig. De soort leeft als parasiet in andere dieren.
Het geslacht Philobythos, waarin de lintworm wordt geplaatst, wordt tot de familie Philobothriidae gerekend. De wetenschappelijke naam van de soort werd voor het eerst geldig gepubliceerd in 1977 door Campbell.